# Voice over voice
|  | Denne artikel er oprettet af botten PalnaBot ud fra en ekstern database. Den kan derfor have sproglige fejl eller mangler. Denne skabelon kan fjernes efter kontrol af indholdet. |

Voice over voice er en eksperimentalfilm fra 2007 instrueret af Malene Choi Jensen efter eget manuskript.

## Handling
I en hypnotisk bevægelse leder Voice over Voice os ind i et univers, hvor storbyens musikalitet og foruroligende erfaringer får frit spil med seerens bevidsthed. Stemmernes intime betroelser om længsel og angsten for at få og miste igen skaber smertelige forbindelser mellem sig selv, beskueren og byen. En sitrende fornemmelse af byens og menneskets tvetydige væsen, et sted mellem skønhed og brutalitet.